# Rijksmuseum
Als Rijksmuseum (niederländisch für „Reichsmuseum“) wird ein Nationalmuseum in den Niederlanden bezeichnet. 

## Liste von Rijksmuseen (Auswahl)

### Amsterdam
- Rijksmuseum Amsterdam
- Van Gogh Museum
- Scheepvaartmuseum

### Apeldoorn
- Het Loo

### Arnhem
- Nederlands Openluchtmuseum

### Den Haag
- Het Koninklijk Penningkabinet (1816–1986)
- Mauritshuis
- Museum Meermanno

### Doorn
- Huis Doorn

### Dordrecht
- Dordrechts Museum

### Enkhuizen
- Rijksmuseum het Zuiderzeemuseum

### Enschede
- Rijksmuseum Twenthe

### Leiden
- Het Koninklijk Penningkabinet (1986–2004)
- Rijksmuseum voor Volkenkunde
- Rijksmuseum van Oudheden
- Museum Boerhaave
- Naturalis

### Muiden
- Rijksmuseum Muiderslot

### Otterlo
- Kröller-Müller Museum

### Poederoijen
- Slot Loevestein

### Utrecht
- Museum Catharijneconvent